# Elmetto M1

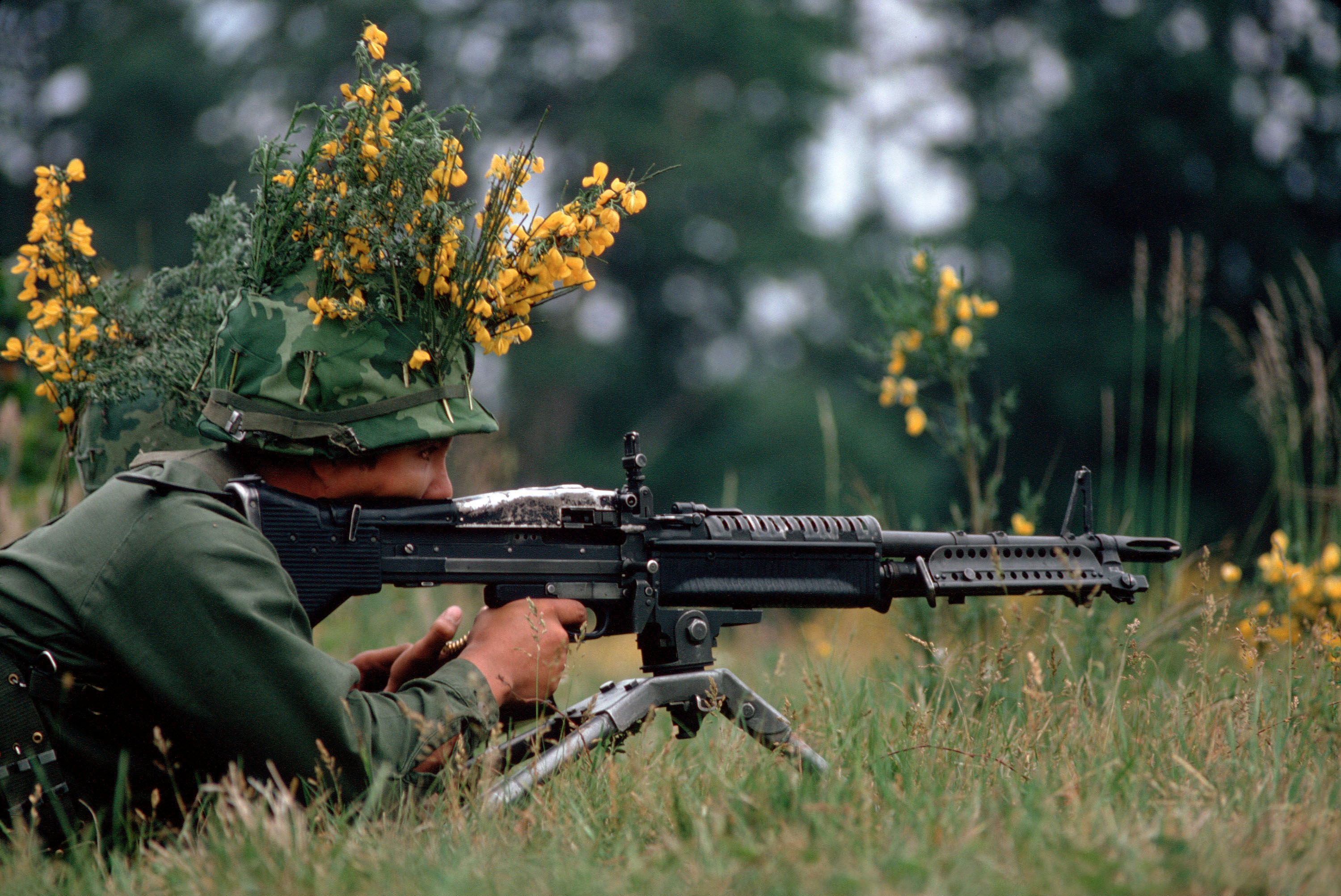
Soldato con elmetto M1 e una mitragliatrice M60.

L'elmetto militare M1 è stato utilizzato dall'esercito statunitense a partire dalla seconda guerra mondiale, fino a quando fu sostituito dall'elmetto PASGT nel 1985. Per oltre quarant'anni, l'M1 è stato l'elmetto standard per le forze armate degli Stati Uniti, ed è diventata un'icona dei militari americani. Il suo design ha ispirato altre forze armate nel mondo.
L'elmetto M1 è molto popolare tra i collezionisti di militaria, e gli elmetti della seconda guerra mondiale hanno generalmente più valore rispetto ai modelli successivi. Sia gli M1 della seconda guerra mondiale sia del Vietnam stanno diventando sempre più difficili da trovare. Quelli con originali e inusuali marcature rare o qualche tipo di storia documentata tendono ad essere i più costosi.

## Storia

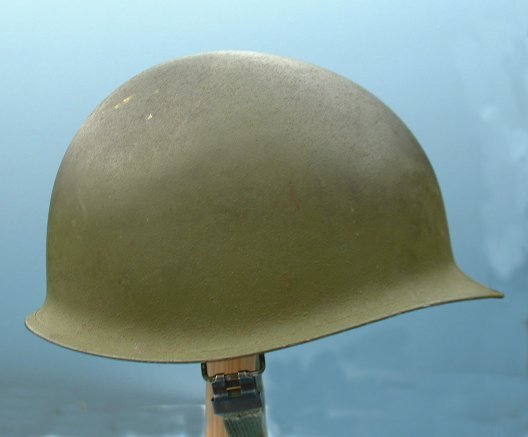
Elmetto utilizzato durante la guerra del Vietnam.

L'elmetto M1 è stato introdotto nel 1942 per sostituire l'elmetto Brodie. Furono fabbricati 20 milioni di elmetti M-1  in acciaio durante tutto il periodo in cui furono utilizzati. Un secondo lancio di produzione, da parte degli Stati Uniti, di circa un milione di elmetti, fu effettuato nel 1966-1967 per la guerra del Vietnam. Nella guerra del Vietnam l'elmetto differiva dalla versione utilizzata nella seconda guerra mondiale e fino alla guerra di Corea per la cupola meno pronunciata e abbassata nella sezione superiore anteriore e fu dipinto in un verde oliva chiaro. L'M1 è stato abbandonato nel corso degli anni ottanta in favore dell'elmetto PASGT, che offriva una maggiore ergonomia e protezione balistica.
Mentre sono ormai obsoleti negli Stati Uniti, gli elmetti M1 e le varianti internazionali sono ancora in uso in altre nazioni in tutto il mondo. L'imbottitura dell'elmetto M1 (liner in inglese) occupa ancora una nicchia simbolica nell'esercito degli Stati Uniti: ad esempio, liner del genere sono attualmente indossati nella formazione dei candidati alle forze per operazioni speciali della marina USA, e su di essi è dipinto il numero della classe, il nome e distintivi di grado; le versioni sia verniciate sia cromate sono ancora utilizzate in unità cerimoniali. In Israele, i soldati della Riserva hanno utilizzato l'elmetto M1 in combattimento fino al 2006.

## Design

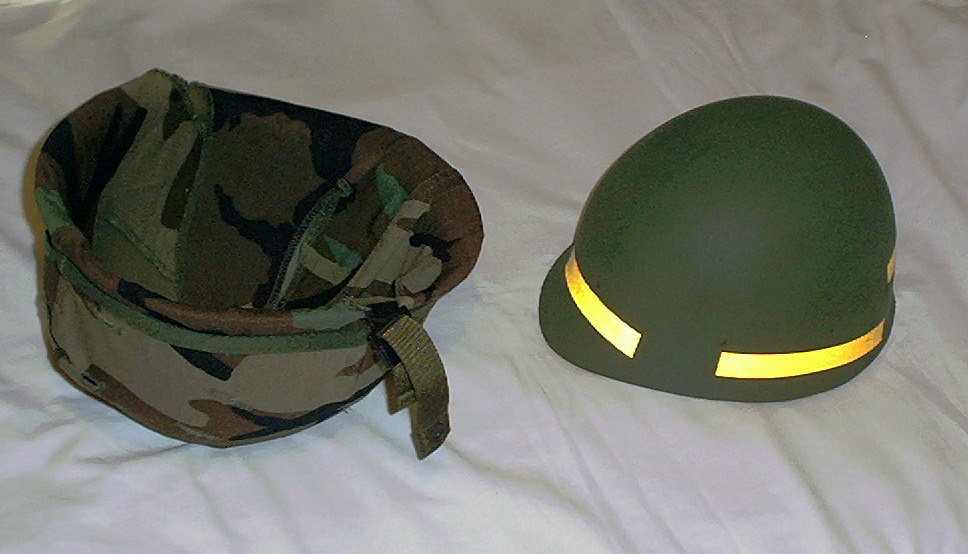
Le due parti dell'elmetto M1. A sinistra la calotta esterna con il telino mimetico woodland, a destra il caschetto interno (liner).

L'M1 è formato da due elmetti prodotti in taglia unica: una calotta esterna, a volte chiamata "pentola d'acciaio", fatta di metallo e un caschetto rigido, il liner, che si trova all'interno della prima e contiene il sistema di regolazione per renderlo adattabile alle dimensioni della testa di chi lo indossa. La fodera era applicata per coprire la calotta esterna di acciaio.
La calotta esterna non può essere indossata da sola. La calotta interna può essere indossata da sola, ma fornisce una protezione simile ad un normale caschetto ed era spesso indossata in tale modo dalla polizia militare.

## La calotta esterna
Dalla seconda guerra mondiale, della calotta esterna dell'M1 è stata cambiata soprattutto la silhouette. La struttura della calotta degli M1 è costituita da un unico pezzo di acciaio non magnetico stampato. Attorno al bordo della calotta è aggraffata una banda metallica, in modo da offrire un bordo liscio. La striscia di metallo ha una saldatura nel punto di incontro delle estremità. Sulle prime calotte la saldatura si trovava nella parte anteriore. Nel 1944, dopo che il materiale per fabbricare la banda passò dall'acciaio inox all'acciaio al manganese, la saldatura venne spostata nella parte posteriore.
Su entrambi i lati della calotta ci sono anelli in acciaio inox per l'aggancio del soggolo. La forma di questi anelli è uno degli elementi più utili nel riconoscimento di calotte prodotte in tempi diversi. Le prime calotte della seconda guerra mondiale avevano anelli fissi, successivamente vennero sostituiti da anelli girevoli per diminuirne le probabilità di rottura.

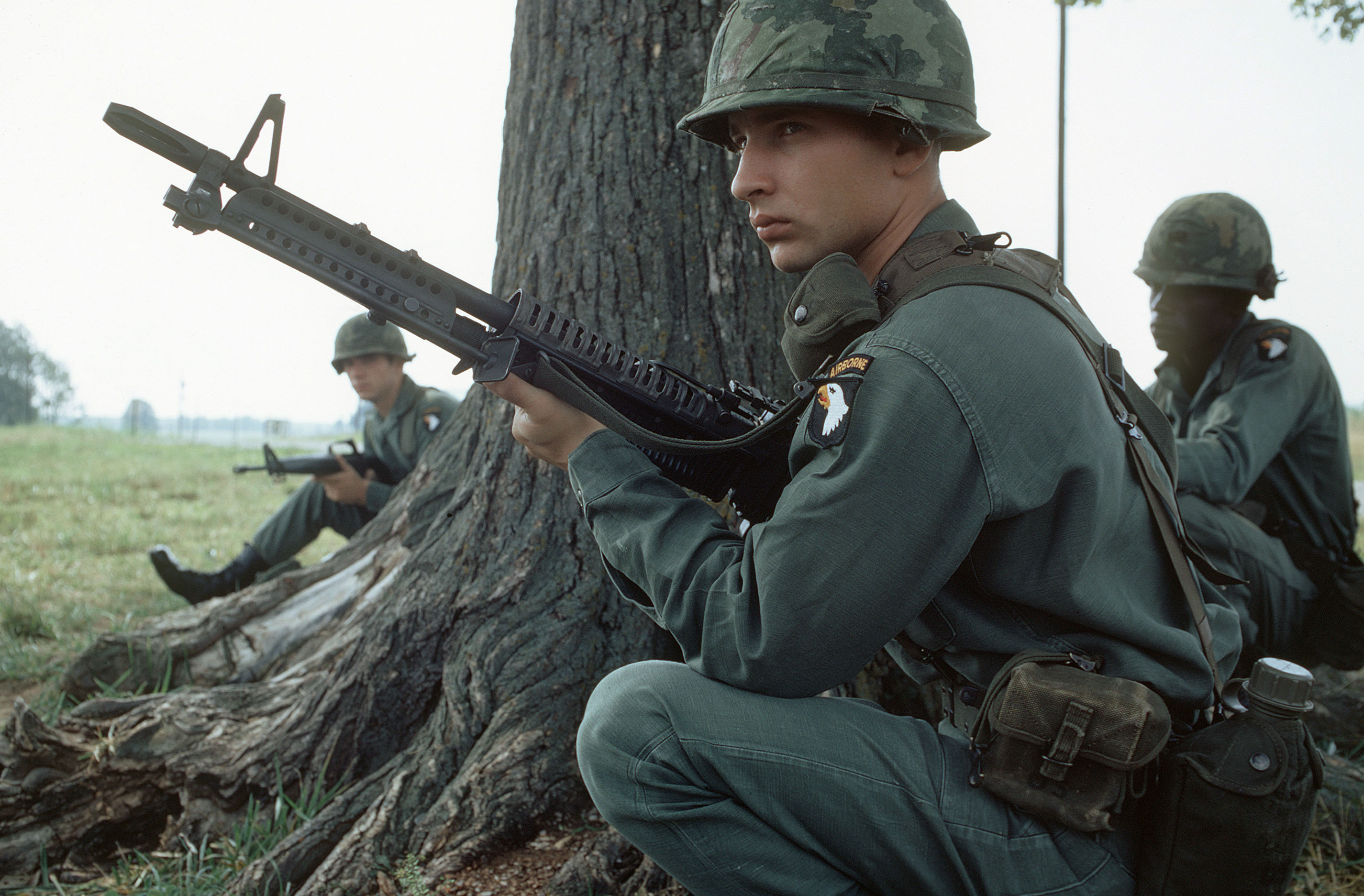
Un soldato americano armato di una mitragliatrice M60 durante un'esercitazione con il telino utilizzato durante la guerra del Vietnam.

Durante la seconda guerra mondiale molti soldati tenevano il soggolo dell'elmetto slacciato. Questa consuetudine nacque per due motivi: il primo, perché se si veniva attaccati alle spalle, il nemico avrebbe potuto far perdere l'equilibrio al soldato, semplicemente tirando l'elmetto; il secondo, perché si credeva erroneamente che se fosse caduta una bomba nelle vicinanze, la fibbia avrebbe potuto strattonare violentemente il collo.
La calotta in acciaio poteva venire utilizzata anche per altri usi di fortuna, quali pala, lavabo, secchio e a volte anche come latrina. L'utilizzo come pentola venne scoraggiato, in quanto il calore rendeva la lega di metallo più fragile.

## L'imbottitura

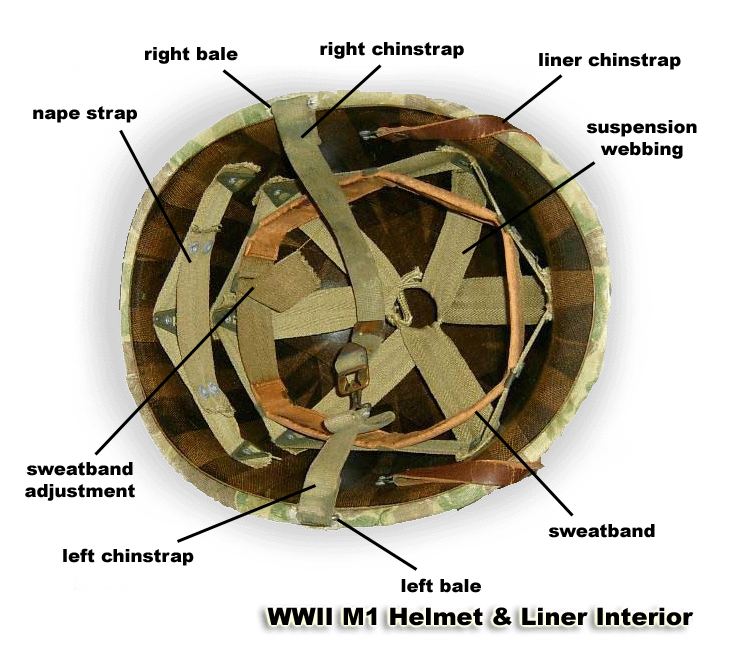
Interno di un liner.

L'imbottitura è realizzata da molte componenti. La parte esterna è sagomata per adattarsi perfettamente alle calotte in acciaio. All'interno, i vari elementi del sistema di sospensione sono fissati con rivetti. Il sistema di sospensione è realizzato con nastri che si estendono attorno e attraverso l'interno dell'elmetto. Una fascia parasudore (sweatband in inglese) è montata sulla struttura delle sospensioni ed è regolabile per adattarsi intorno alla testa di chi la indossa. Durante la seconda guerra mondiale e la guerra di Corea le imbottiture avevano il sottogola in cuoio marrone.
Il primo materiale utilizzato per le imbottiture era a base di fibre di carta compressa impregnate di resina fenolica, ma venne rapidamente eliminato perché si degradava rapidamente in ambienti con elevata umidità, venendo sostituito da materiali plastici. Nello stesso periodo, la fibra Rayon con cui erano originariamente fabbricate le sospensioni, venne sostituita dal cotone color cachi. Dopo la seconda guerra mondiale, il colore del cotone venne modificato da kaki a verde oliva. Molto più tardi, le sospensioni vennero fabbricate con una tessitura sintetica più forte.

## Telino
Intorno al 1942 lo United States Marine Corps introdusse un telino bicolore, da un lato color "foresta verde" (chiamato green-side out) e dall'altro "isola di corallo" (chiamato brown-side out). Vennero spesso utilizzati dall'United States Army retini per evitare che gli elmetti bagnati brillassero e per poterci aggiungere parti di vegetazione utili per la mimetizzazione. Solo con la guerra del Vietnam venne regolamentato l'uso del telino. Durante la seconda guerra mondiale e quella di Corea vennero utilizzati solo i retini semplici oppure nulla. Gli unici che coprirono sempre i loro elmetti con il telino furono i Marine.
Durante l'Offensiva delle Ardenne vennero utilizzate coperture bianche per mimetizzarsi meglio nelle zone innevate. Non vennero consegnati ai soldati particolari telini, ma vennero utilizzati pezzi di stoffa ricavati dalle camicie o lenzuola, oppure i telini presi sul campo di battaglia ai tedeschi.

## Cultura di massa
L'elmetto M1 compare in numerosi film che hanno contribuito a mitizzarlo, come Salvate il soldato Ryan, nel quale si può vedere l'elmetto dotato del rombo arancione che contraddistingueva i battaglioni Rangers della seconda guerra mondiale, o come nella miniserie Band of Brothers - Fratelli al fronte. Inoltre nel filone cinematografico riguardante la guerra del Vietnam è famoso l'elmetto della locandina di Full Metal Jacket, o l'elmetto rovesciato sulla spiaggia nei titoli di testa di "Il giorno più lungo".